# Route 232 (Québec)
Pour les articles homonymes, voir Route 232.
La route 232 (R-232) est une route régionale québécoise d'orientation nord-est / sud-ouest située sur la rive sud du fleuve Saint-Laurent. Elle dessert la région administrative du Bas-Saint-Laurent.

## Tracé
La route 232 débute sur la route 289 à Rivière-Bleue en se dirigeant vers Témiscouata-sur-le-Lac où elle croise la route transcanadienne (A-85). Par la suite, à Saint-Narcisse-de-Rimouski, elle croise la route 234 et adopte une orientation nord / sud après l'intersection. Ce changement de direction lui permet d'atteindre Rimouski où elle croise l'A-20 avant de se terminer sur la route 132. Elle longe par ailleurs la rivière Rimouski. Elle est le lien principal entre Rimouski et le Témiscouata ainsi que le nord-ouest du Nouveau-Brunswick.

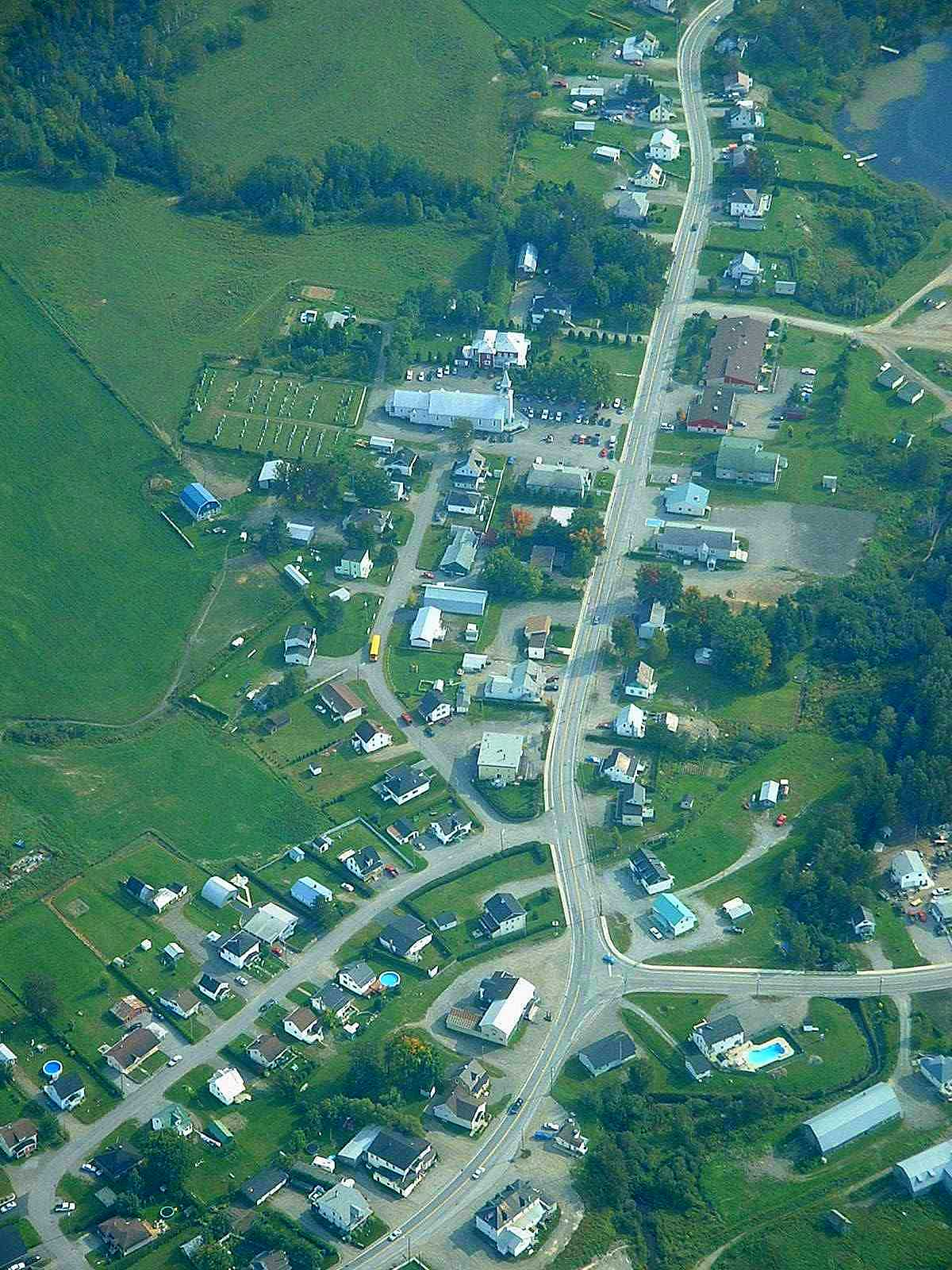
La route 232 traverse le village de Lac-des-Aigles.
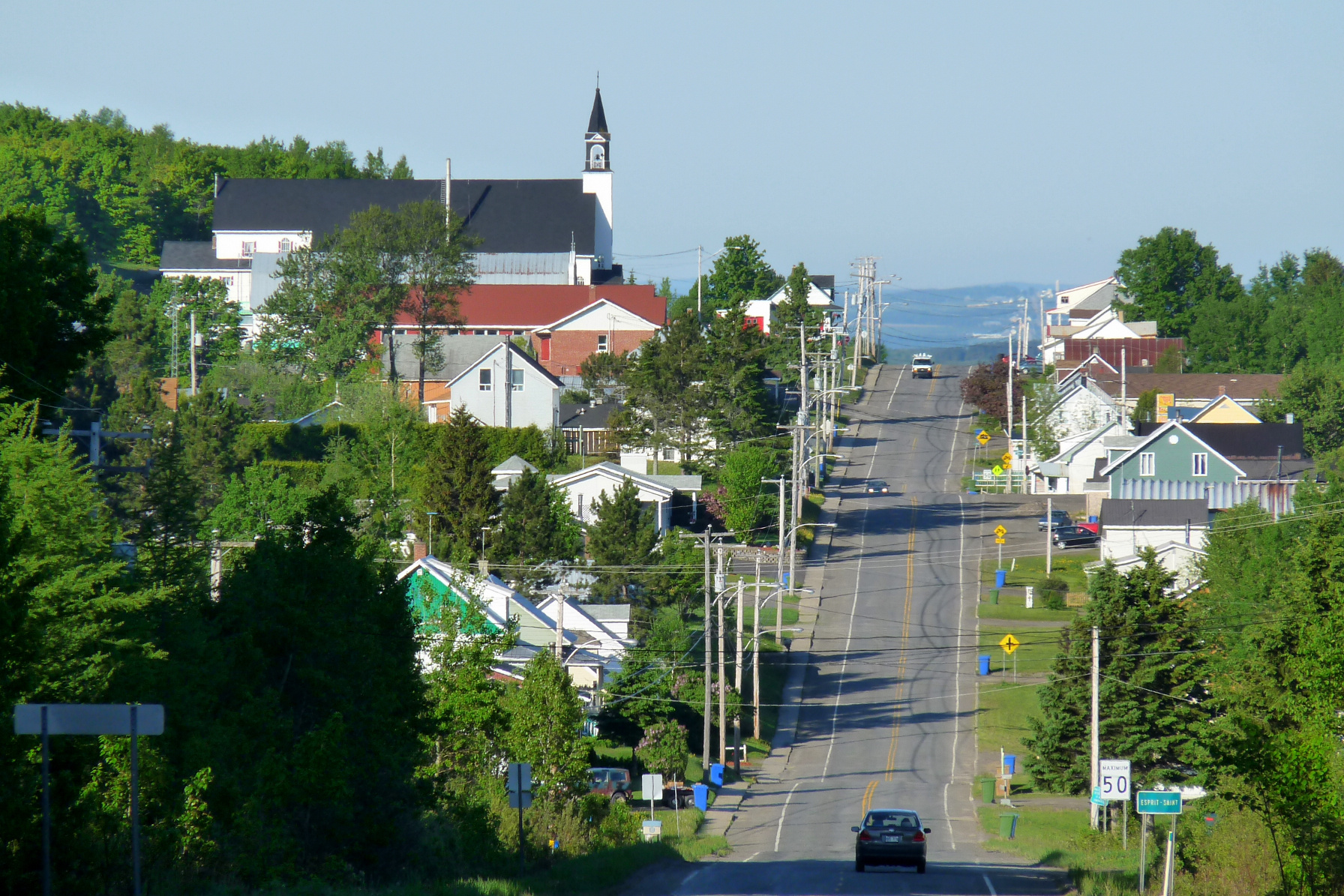
La portion entre Rimouski et Témiscouata-sur-le-Lac, plutôt vallonneuse, fait partie de la route des Monts-Notre-Dame.

## Localités traversées (d'ouest en est)
Liste des municipalités dont le territoire est traversé par la route 232, regroupées par municipalité régionale de comté.

### Bas-Saint-Laurent
Témiscouata
- Rivière-Bleue
- Saint-Eusèbe
- Témiscouata-sur-le-Lac

Rivière-du-Loup
- Saint-Cyprien

Témiscouata
- Saint-Michel-du-Squatec
- Lac-des-Aigles

Rimouski-Neigette
- Esprit-Saint
- La Trinité-des-Monts
- Saint-Narcisse-de-Rimouski
- Rimouski

## Intersections majeures
| MRC                     | Municipalité               | km     | Destinations                                                     | Notes |
| ----------------------- | -------------------------- | ------ | ---------------------------------------------------------------- | --- |
| Témiscouata             | Rivière-Bleue              | 0,00   | R-289 – Rivière-Bleue, Saint-Marc, Nouveau-Brunswick             | |
| Témiscouata             | Témiscouata-sur-le-Lac     | 26,60  | A-85 sud – Nouveau-Brunswick                                     | Terminus ouest du multiplex avec l'A-85; sortie 37 de l'A-85                                                       |
| Témiscouata             | Témiscouata-sur-le-Lac     | 29,30  | A-85 nord – Rivière-du-Loup                                      | Terminus est du multiplex avec l'A-85; sortie 40 de l'A-85                                                         |
| Témiscouata             | Témiscouata-sur-le-Lac     | 44,30  | R-293 nord – Saint-Cyprien, Trois-Pistoles, Saint-Pierre-de-Lamy | Terminus sud de la R-293; Trois-Pistoles indiqué en direction est, Saint-Pierre-de-Lamy indiqué en direction ouest |
| Témiscouata             | Saint-Michel-du-Squatec    | 58,60  | R-295 nord – Sainte-Rita, Trois-Pistoles                         | Terminus ouest du multiplex avec la R-295; Trois-Pistoles indiqué en direction ouest seulement                     |
| Témiscouata             | Saint-Michel-du-Squatec    | 59,70  | R-295 sud – Squatec                                              | Terminus est du multiplex avec la R-295                                                                            |
| Témiscouata             | Lac-des-Aigles             | 71,60  | R-296 sud – Biencourt                                            | Terminus ouest du multiplex avec la R-296                                                                          |
| Témiscouata             | Lac-des-Aigles             | 72,20  | R-296 nord – Saint-Guy                                           | Terminus est du multiplex avec la R-296                                                                            |
| Rimouski-Neigette       | Saint-Narcisse-de-Rimouski | 118,50 | R-234 est – Saint-Marcellin, Saint-Gabriel                       | Terminus ouest de la R-234; Saint-Gabriel indiqué en direction est seulement                                       |
| Rimouski-Neigette       | Rimouski                   | 137,60 | A-20 – Mont-Joli, Québec, Rivière-du-Loup                        | Sortie 610 de l'A-20                                                                                               |
| Rimouski-Neigette       | Rimouski                   | 140,60 | R-132 – Rivière-du-Loup, Sainte-Flavie, Mont-Joli                | |
| - Terminus de multiplex |                            |        |                                                                  | |